# Xinwu (Wuxi)
Koordinaten: 31° 31′ N, 120° 23′ O
Xinwu (chinesisch 新吴区, Pinyin Xīnwú Qū) ist ein chinesischer Stadtbezirk der bezirksfreien Stadt Wuxi in der Provinz Jiangsu, die im Osten der Volksrepublik China liegt. Die Fläche beträgt 220 Quadratkilometer und die Einwohnerzahl 537.695 (Stand: Zensus 2010).